# Оселя зла (телесеріал)
«Оселя зла»  — це американський бойовик-серіал у жанрі жахів, розроблений Ендрю Даббом для Netflix. Заснований на однойменній серії відеоігор Capcom, це друга телевізійна адаптація франшизи після анімаційного міні-серіалу «Нескінченна темрява» та восьма екранізація після однойменного фільму. Події серіалу відбуваються у власному оригінальному всесвіті, але передісторією та основою є сюжет серії ігор.
Прем'єра «Оселі зла» відбулася 14 липня 2022 року. Серіал отримав неоднозначні відгуки від критиків, дехто хвалив його дії, візуальні ефекти та гру акторів (зокрема, Реддіка та Нуньєса), але критикував його сценарій, темп, відсутність оригінальності та відхилення від вихідного матеріалу.
У серпні 2022 року серіал було скасовано після першого сезону.
Українською озвучений студією «Так Треба Продакшн».

## Сюжет
Основний сюжет серіалу розгортається у двох часових точках — 2022 та 2036 роках з інтервалом у 14 років. Сюжетна лінія «минулого» розповідає про труднощі 14-річних близнюків Біллі та Джейд, дітей доктора Альберта Вескера, зачатих за підозрілих обставин. Їхнє життя кардинально змінюється, коли Альберт отримує керівну посаду в корпорації «Амбрелла», де він колись працював, і вони переїжджають до запланованого району «Амбрелла», Нью-Раккун-Сіті. Перебуваючи там, дві дівчини натрапляють на темні таємниці свого походження та темну спадщину Амбрелли, а їхній батько координує реакцію на спалах ретровірусної біологічної зброї під назвою Т-вірус.
У «сьогоденні» 2036 року Т-вірус зменшив людську цивілізацію до 300 мільйонів біженців, які живуть в містах-державах, оточених шістьма мільярдами «Заражених», які заразилися цією хворобою та стали бродячими бандами канібалів-мутантів. Найпотужнішою організацією, що залишилася на Землі, є корпорація «Амбрелла», яка підтримується своїм військовим арсеналом, яка веде глобальне полювання на Джейд.

## Актори та персонажі

### Головні
- Елла Балінська — Джейд Вескер[5]
  - Тамара Смарт — молода Джейд Вескер[5]
- Аделін Рудольф — Біллі Вескер[6]
  - Сієна Агудонг — юна Біллі Вескер[5]
- Паола Нуньєс — Евелін Маркус[5]
- Ленс Реддік — Альберт Вескер, батько Джейд і Біллі. Реддік — перший кольоровий актор, який зіграв цього персонажа.[6]

### Другорядні
- Терлоу Конвері — Річард Бакстер[7]
- Коннор Гозатті — Саймон[5]
- Ахад Раза Мір — Арджун Батра[8]
- Педро де Тавіра Егуррола — Анхель Рубіо[9]

### Гісті
- Леа Вів'є — Сюзана Франко
- Маріса Драммонд — охоронець

## Список серій
| № серії | Назва серії                 | Режисер(и)      | Сценарист(и)               | Оригінальна дата показу |
| --- | --------------------------- | --------------- | -------------------------- | ----------------------- |
| 1 | «Вітаємо в Нью-Раккун-Сіті» | Бронвен Хьюз    | Ендрю Дабб                 | 14 липня 2022           |
| 2022: Джейд Вескер, її сестра-близнюк Біллі Вескер та їхній батько Альберт Вескер, щойно прибули до Нью-Раккун-Сіті в Південній Африці. Альберт є життєво важливим для корпорації Амбрелла. Біллі зустрічається зі своїм батьком на обіді, спостерігаючи за перевезенням тварин у його автоматизованій будівлі. Амбрелла відкрито заперечує будь-які посилання на досліди на тваринах. Вони з Джейд потрапляють в Амбреллу, щоб задокументувати тварин. Біллі випадково звільняє мутанта добермана, який женеться за дівчатами. Собака вкусила Біллі до того, як Джейд встигла її вбити. 2036: Джейд досліджує Зграю № 2426 — групу людей-мутантів, відомих як «Заражені». Випадково поранившись, її переслідує кровожерлива зграя, яка спалюється захисним механізмом навколо її особистого простору. Результуючий шум приваблює гігантську гусеницю, яка атакує її. Джейд рятують від гусениці начебто добрі самаритяни і перевозять до свого «вільного володіння», укріпленого притулку, щоб отримати медичну допомогу. Там вона дізнається, що її рятівники планують передати її Амбреллі, оскільки вона вважається високоцінною ціллю. Коли Амбрелла приземлилася на вільну землю, лідер, Бакстер, наказує вбити всіх, за винятком Джейд, яку потрібно схопити живою. У наступній бійні Джейд тікає та стрибає до великої орди Заражених, що оточують вільну землю. |                             |                 |                            |                         |
| 2 | «Знайомий диявол»           | Бронвен Хьюз    | Мері Лія Саттон            | 14 липня 2022           |
| 2022: Джейд і Біллі знаходить Альберт, який прикриває їх і відправляє додому до того, як U.S.S. оператори можуть пройти до будівлі. Альберт залишається та здається охоронцям, де він стверджує, що заклад став жертвою кібератаки, яка звільнила замок безпеки для собаки. Поки охоронці шукають будь-які ознаки зловмисників у лабораторії, до них підходить генеральний директор Амбрелли Евелін Маркус. Маркус приймає цю історію, але її більше турбує спротив Вескера їх новому продукту «Щастя». Вдома Альберт наглядає за Біллі та змушений пояснити, що собаку лікують від «рідкісного генетичного захворювання». Альберт вимагає, щоб дві дівчини пообіцяли, що вони ніколи не згадуватимуть про вторгнення, попереджаючи їх, що Амбрелла працювала над секретними «урядовими» проектами, які ризикують гарантувати суворе покарання, якщо їх виявлять. Вранці Джейд використовує свій ноутбук, щоб дослідити лабораторію Амбрелли Тіхуана, яку вона бачила на відео. Вона знаходить один веб-сайт, який стверджує, що має «правду», але його блокує її провайдер. Пізніше Джейд звертається за допомогою до однокурсника Саймона, який за допомогою своїх комп’ютерних навичок може обійти провайдера. Веб-сайт успішно обійдеться, і на ньому обговорюються викрадені повідомлення про спалах на підприємстві, через який заражені працівники почали їсти один одного. Джейд має відеодзвінок з Анхелом Рубіо, адміністратором сайту. Він журналіст-розслідувач, який став одержима незвичайно високим рівнем інцидентів у лабораторії компанії. В одному випадку минулого тижня дослідник лютував і вбив дев’ятьох людей через три дні після укусу лабораторної тварини. Його історія залишилася неопублікованою через спроби Амбрелли знищити історію, і його звільнили. 2036: Вистрибнувши в Мертву Землю, щоб уникнути Амбрелли, Джейд змушена сама боротися з ордою Заражених. Як актив високого пріоритету, Бакстер наказує своїм людям зосередитися на вбивстві Заражених, щоб захистити її, щоб її можна було схопити. Джейд вдається втекти і їде в Дувр. Пізніше, поки вона перебуває серед кількох біженців, прибуває пором, і група стикається з американським військовим. Конвой супроводжується озброєним дроном. Натовп змушений тікати, дрон вбиває їх, а Бакстер дивиться на це зі свого нерухомого автомобіля. |                             |                 |                            |                         |
| 3 | «Світло»                    | Роб Зайденгланц | Шейн Френк і Гаретт Переда | 14 липня 2022           |
| 2022: Джейд отримує електронний лист від Саймона, який завантажив сторінку з веб-сайту та надіслав її їй. У ньому детально з’являються звинувачення щодо незаконних експериментів, проведених Амбреллою. Сюди входять записи, відновлені невідомим джерелом, включаючи інформацію про Лізу Тревор. У лабораторії Вескер визначає, що на людину Т-вірус починає діяти в середнього 72-годинного періоду до того, як він потрапляє до організму, тому у нього є 52 години для лікування Біллі. Вранці Біллі встає дезорієнтована, але хоче вибратися з дому, і може блефувати, вдаючі, що їй добре. У школі вона страждає після гіперчутливості до звуку скейтборду Саймона. Пізніше Біллі починає страждати від галюцинацій, які змушують її повернутися додому, де вона бачить себе в дзеркалі як закривавлений труп. Джейд і Саймон говорять про отримання нових нотаток від Ангела після уроку, але несподіване оновлення брандмауера Амбрелли означає, що цього більше не станеться, доки він не дізнається код. 2036: Джейд ховається всередині складу з хлопчиком, знаходячи батьки хлопчика всередині. Джейд разом із родиною бере колону біженців. Під час приводу вони змушені ховатися у своїх автомобілях, коли чують лизачів поблизу. Незабаром прибуває Бакстер, який сповіщає Лікерів, які починають вриватися в колону біженців, убивши при цьому кількох людей. Група намагається втекти, але значно зменшується за кількістю. Нарешті, що вижили переживають службовий люк і залишають USS для боротьби з лизачами. Вони подорожують по деяких затоплених тунелях, де виявляють, що Ліам заражений. Його батьки розповіли, що його вкусили три дні тому. Обговорення скорочується, коли групу переслідує гігантський павук. Марк хапає трубку як зброю і вирушає на її пошуки. Хоча він і здатний вдарити павука, він не такий поранений, як він вважає, і швидко розриває його набік. Він переслідує Джейд, яка опускає на нього віконницю, нарешті вбиваючи його. Вона повертається до Еньї з хворим Ліамом, але відмовляється залишити сина одного, і Джейд змушена продовжувати свою подорож одна. Джейд виходить із сервісного тунелю в Кале, Франція, але виявляє, що Бакстер чекає на неї. Він застрелений і поранений, а вцілілих операторів затримані бойовиками братства. Джейд приймають за іншого оператора Амбрелли і вибивають. |                             |                 |                            |                         |
| 4 | «Перетворення»              | Роб Зайденгланц | Керрі Вільямсон            | 14 липня 2022           |
| 2022: Альберт наполегливо працює над розробкою противірусного препарату, але зразок «3-20» виявився несподіваним провалом, що розлютило його настільки, що він вигнав своїх лабораторів. За його оцінками, у нього залишилося лише 3 години. Джейд отримує запрошення на вечірку в домі Саймона, але їй важко піти й перевіряти Біллі, яка наполягає на тому, щоб все одно піти на вечірку. Вистеживши адресу Джейд, Ангел проникає в Нью-Раккун-Сіті на фургоні для доставки веганських кексів. Ангел приходить на вечірку в пошуках Джейд. Його приймають за наркозалежного, і учасники вечірки тікають. Вже впізнавши Біллі та Джейд з дописів в Instagram, він помічає, що вони йдуть, і протистоїть їм, попереджаючи, що вони в небезпеці. Він запитує їх, що вони знають про інцидент у Раккун-Сіті — Джейд вважає, що це було пов’язано з витоком газу чи пожежею, але він наполягає, що це була ядерна атака, запланована урядом США, щоб приховати це. Він вимагає провести інтерв'ю з двома дівчатами та Альбертом; згідно з записами, двох дівчат не існує, тоді як Альберт мав бути мертвим у 2009 році. Його коментарі лякають двох дівчат, які тікають. Коли він намагається наздогнати їх на вулиці, його затримує охорона «Амбрелла». Евелін спостерігає за допитом Ангела. 2036: Конвой Братства забирає нових полонених. Ув'язнені прибувають до в'язниці, де міститься близько 300 Зеро, прикутих ланцюгами. Лежачи, Джейд стає заінтригованою Нулями, які координуються як робоча сила для Братства, переміщуючи великий обертовий механізм для живлення в'язниці. Однією з них є «Королева Заражених», чиї крики маніпулюють поведінкою інших Зеро. Бакстер переконує Джейд допомогти йому зі спробою втечі в обмін на те, що він помер. Ці двоє досягають успіху та згуртовують інших полонених військових USS, які дістають свою зброю зі шафки, але Заражені ненавмисно втрачають. У пошуках шляху втечі Джейд проходить повз група культистів, один з яких, виявивши, що Заражені контролюються жінкою-мутанткою, яку вони знайшли в Арденнах, яку він вважає їхньою королевою. За допомогою бензопили Джейд влаштовує засідку на королеву, обезголовлюючи її, щоб вона могла зберегти голову для подальшого вивчення, але змушена зачинитися в кімнаті подалі від Заражених. Двері відчиняються, розчавлюючи та запускаючи ручну гранату. Вибух вбиває багатьох Заражених і залишає Джейд в ослабленому стані, де її рятує Бакстер. Під час їхньої втечі Бакстера вбивають, але Джейд робить каналізаційний люк назовні, щоб потрапити під прожектор Амбрелла. |                             |                 |                            |                         |
| 5 | «Настальгія»                | Рейчел Голдберг | Ліндсі Вільярреал          | 14 липня 2022           |
| 2022: Альберта забирає Рот і доставляє в штаб-квартиру «Амбрелли», щоб зустрітися з Евелін, яка покарала Саймона (її сина) за його вечірку. Альберта знайомлять з Анхелем Рубіо, і йому наказують допитати його. Очікуючи, що він підніметься, Ангел розповідає про нього та його дочок, і Альберт починає бити його в гніві. Повернувшись додому, Джейд знаходить ноутбук Альберта та наймає Саймона зламати його дистанційно. Він досяг успіху, але не знаходить нічого пов’язаного з Раккун-Сіті, але виявляє, що його комп’ютер має глухий кут, який надсилає електронний лист Біллі з попередженням про втечу, якщо він не введе пароль протягом 24 годин. Захопившись сімейною фотографією, Джейд знаходить записку з детальним описом травматичного досвіду Джейд як підказку, яка приводить їх до піаніно, на якому він грав для неї, щоб підняти настрій після того, як їй видалили мигдалики. Під час виконання «Місячної сонати» остання нота не може бути відтворена через те, що щось заклинило клавішу, що змушує рухати піаніно. Роблячи це, Джейд знаходить у підлозі порожнисте відділення, в якому міститься сумка з 10 000 доларів США, паспорти для Біллі та Джейд як «Анна та Міла Шнайдер» і пістолет для захисту. Двоє починають сперечатися через одкровення, але повертаються разом після того, як Саймон згадує, що Джейд агресивна лише тоді, коли це стосується того, що її хвилює. З допомогою Саймона вони знаходять вхід до підвалу. Спустившись у підвал, вони знаходять зразки своєї крові в сховищі та коробку з написом «RC 1998». Інший файл описує наміри Альберта прив'язати Біллі до стільця, якщо стан її стану погіршиться через 72 години. Джейд від’єднує комп’ютер, сподіваючись викрасти його як доказ, але це спрацьовує сигналізацію зловмисника. Починається пожежа, яка знищує дані дослідження. Альберт входить до кімнати, сердитий і розгублений. Коли Джейд вимагає відповіді на їхнє походження, він поступається: вони народилися в Медичній школі UCSF у Сан-Франциско, використовуючи яйцеклітини Тари Саттон і Алекса Шаума як донорів. Не переконавшись, що він дбає про їхні інтереси, Джейд дістає на нього ножа, а Біллі б’є його по голові, коли він розлютився. Альберт прокидається, прив'язаний до крісла, і піддається допиту - собака, яка вкусила Джейд, була заражена Т-вірусом, який викликає мутації; Здається, Біллі стійкий до вірусу. Він розповідає, що дві дівчини були генетично модифіковані, щоб досягти відмінних розумових і фізичних здібностей; Амбрелла знає про їх походження і збереже Біллі як лабораторний зразок, якщо вони дізнаються, що вона була заражена. 2036: Джейд захоплена підрозділом USS. Їхній командир дивиться, як вони стримують її, а потім знімає з неї шолом, щоб показати, що це Біллі. |                             |                 |                            |                         |
| 6 | «Чиясь донечка»             | Батан Сільва    | Джефф Ховард               | 14 липня 2022           |
| 2022: Альберт поновлює допит. Ангелу пропонують вихід — на папері його запитують, чи хтось ще знає про Біллі та Джейд, а Альберт запитує, чи було в нього джерело історії про напад тварин; Ангел відповідає «ні», і йому вводять препарат, який спричиняє зупинку серця та смерть. Евелін скасовує допит, поки медичний персонал доглядає за Енджелом, і вона звинувачує Альберта в тому, що він був кротом Енджела, і ув'язнює його. Під час розтину Анджела розріз на грудях, зроблений коронером, змушує його тіло починати судоми. Альберт помічає, що в сусідній камері ще хтось, і крізь дірку в стіні знаходить точного двійника себе з бородою. 2036: Джейд замкнена на одній із баз Амбрелли, і її допитує Біллі, яка працює на Евелін. Вони не бачилися приблизно з 2026 року, коли Джейд була вагітна, а Альберт помер. Хоча Джейд усвідомлює, що Амбрелла є загрозою для Університету, пошуки Біллі Джейд є скоріше особистими інтересами — хоча вона дуже стійка до Т-вірусу, вона не має імунітету, і врешті-решт її стан погіршиться. Біллі дає їй місце пошукової команди університету та вирізає чіп стеження Амбрелли з її руки, щоб вона могла вільно втекти. Джейд збирає відрубану голову Королеви Заражених і вибігає. На відкритому повітрі Джейд прямує до узбережжя, де знаходить човен. Вона потрапляє в засідку пошукової групи, що складається з Амріти та Гідеона, які везуть її на свій корабель з Арджуном і Беа. Дотримуючись узбережжя, корабель проходить повз занедбане судно, пасажири якого знаходяться під водою, але все ще живі, здригаючись, коли корабель проноситься над головою. Джейд чекає в лабораторії на розтин Королеву Заражених, в якому бере участь Амріта, яка, як правильно вважає Джейд, вагітна на другому місяці. Розтин показує, що тіло Матері Зеро виробляє два ферменти, які руйнуються під впливом кисню. Протягом ночі вони проходять через 55 різних тестів, щоб зберегти ферменти за допомогою штучної слини, з Jade стабілізуючим тестом 56, плюнувши в зразок. Вони вводять T-вірус у ферменти, визначаючи, що один має властивість привабливості, а інший — властивість відштовхування, що означає, що теоретично ферменти можна використовувати як для того, щоб відвернути Заражених, так і для того, щоб наказати їм атакувати ціль. Джейд перевіряє теорію та їде на човні до узбережжя, щоб знайти жінку Заражену для вивчення. Повернувшись до лабораторії, заходить Беа, а Джейд тримає її біля дверей. Джейд порізала палець, щоб розпочати тест, очікуючи, що спрацює нюх Заражених. Ферментне лікування Джейд захищає її, але Заражені натомість звертає її увагу на Беа, розриваючи їй манжети та женучись за нею коридором. Беа ненавмисно заманює Заражених до інших людей, і вона кусає Амріту, перш ніж її застрелили. Джейд бере на себе відповідальність за напад, і її мало не вбиває партнер Амріти Паоло. |                             |                 |                            |                         |
| 7 | «Паразит»                   | Батан Сільва    | Мері Лія Саттон            | 14 липня 2022           |
| 2005: Альберт «Ел» Вескер, Альберт «Берт» Вескер і Альберт «Албі» Вескер проводять дослідження на аванпості Амбрелла. Ці троє є клонами Альберта Вескера, надлюдини, яка є їхнім Батьком. Незабаром вони стикаються з операторами USS, які намагаються затримати їх за несанкціоноване використання активів Амбрелли. Альберт швидко справляється з ними, використовуючи свої розширені здібності, але коли з’являється більше солдатів, він змінює тактику і вирішує вбити клонів, щоб запобігти їх використанню; підкріплення USS прибуло швидше, ніж очікувалося, і він зміг убити Альбі лише перед від’їздом, а Ел і Берт були схоплені, коли Евелін Маркус пробирається до лабораторії. 2022: Ел і Берт розмовляють крізь стіну, не бачивши один одного сімнадцять років. Евелін допитує Ела, розкриваючи вердикт коронера, що Ангел був отруєний утричі смертельною дозою Джой, і підтверджує її підозри, що він саботував допит. У камерах Берт вбиває 2 охоронців Амбрелла і тікає. У школі Біллі та Джейд розмовляють із Саймоном, але їх перериває Берт, який приїхав за ними на викраденій машині, стукаючи в клаксон, щоб дізнатися, хто вони. Він блефує, розпитуючи про Ейнджела, і пропонує взяти їх на їжу. Їх відлякує його незвичайна поведінка та невпорядковане водіння. Нарешті Берт виявляє, що вони з Елом є клонами та є частиною дослідницької команди, але це лише переконує двох дівчат уникати його. У цей момент команда «Амбрелла» вистежує їх, і Берт використовує свою бойову майстерність, щоб убити трьох охоронців, а Роту вдається його стримати. Дівчатам наказують йти з ними, але чинять опір. Біллі та Джейд підносять до кімнати для допитів, де Ел лежить на підлозі від болю. У двох дівчаток беруть зразки крові, і Евелін розкриває правду про їхнє походження: дві дівчинки були створені як частина лікування стану Ела, і самі фактично є постійним джерелом життєздатної крові для переливання. Коли йому пропонують взяти зразок крові, Ел нерішуче робить собі ін'єкцію, щоб одужати. Біллі та Джейд дозволено піти. 2036: Джейд продовжує вивчати голову Королеви Заражений і виявляє пристрій стеження «Амбрелла», вбудований в її голову, що вказує на те, що вона була особою, яка представляла інтерес, коли її захопило Братство, і що Джейд відповідає за те, що «Амбрелла» знайшла корабель. Арджун перериває її попередження про те, що екіпаж погодився вислухати перемир'я з Саквімом, щоб зійти на берег і зустрітися з Евелін Маркус. Його відводять до намету на тимчасовій базі, де він знайомиться з Евелін. Вона каже йому, що хоче передати Джейд. Коли Беа приходить у гості, Джейд попереджає її взяти Арджуна та зелений речовий мішок і залишити корабель. Незабаром її товариші по університету повертаються з результатами своїх справ з Евелін і готуються її здати. На березі старший командир USS Моллой направляє Джейд до їхньої бази. Там вона знаходить Евелін, яка починає співати і танцювати в тому, що виявилося Біллі, яка використовує модифіковану Джой, щоб маніпулювати нею, і, неофіційно, Біллі роками контролювала Амбреллу. Вона дуже чітко розкриває свої цілі — вона хоче, щоб Джейд залишилася з нею, і хто буде джерелом крові для стабілізації її стану. Розуміючи, що вона не може зупинити замовлення, Джейд випускає флакон, що містить фермент-атрактор; сотні Зеро починають стікатися до бази, вбиваючи всіх операторів USS на своєму шляху. Побачивши таку кількість нулів, корабель насторожується і висаджується, виявляючи, що корабель буксирує величезного зараженого крокодила. Зеро вдається легко пробити стіну по периметру бази та кинутися до Біллі та Джейд, вони простягаються й беруться за руки. |                             |                 |                            |                         |
| 8 | «Одкровення»                | Рейчел Голдберг | Тара Найт і Ендрю Дабб     | 14 липня 2022           |
| 2022: Евелін повертає Берта до камери; вона намагається змусити його працювати на неї, пропонуючи можливість мати власний будинок. Джейд і Біллі намагаються втекти, але їх спіймає Рот, і вони вдаються до бійки, а Біллі використовує свою посилену силу проти нього та підкріплення. Готові до втечі з Біллі, Саймон і Джейд проникають у штаб-квартиру Амбрелли. Нагорі Біллі відновлює контроль над собою і дає відсіч лаборантові, встромляючи йому шприц в око та різаючи Евелін. Галюцинації Біллі знову охоплюють, і на неї нападає собака, яка зникає, коли Берт вихоплює її з нього та запитує про Ела. Коли він дізнається про походження Біллі, він співчуває їй, оскільки вона також була створена як інструмент, але закликає її прийняти своє життя та бачити в людях найкраще. Система безпеки штаб-квартири Амбрелла спрацювала у відповідь на спробу втечі Біллі, і тепер Рот очолює команду USS, яка полює на неї з наказом убити. Евелін приєднується до групи, коли вони розширюють свій пошук. Біллі знову починає галюцинувати, і вона вважає, що її атакують, що змушує її вкусити Саймона, заразивши його Т-вірусом. Саймон відмовляється від їхніх групових зусиль і здається Евелін, яка вбиває його, замість того, щоб вислухати пропозицію Ела та Берта знайти лікування. Два Вескера вбивають кількох операторів і витягують Біллі та Джейд з будівлі. Четверо тікають через стоянку. Ел і Берт починають просочувати лабораторію хімікатами, щоб зробити бомбу. Ел просить Берта піти з дівчатами, поки він відправляється в дорогу, кажучи Берту, що він заслуговує на власне життя. Він відриває аркуш паперу і пише контакт для Джейд (останньою виявилося, що це Ада Вонг). Коли троє йдуть, Ел стикається з Евелін, яка захищає вбивство власного сина як необхідність і вину Ела. Вона двічі стріляє в нього, змушуючи його впасти та ввімкнути запальничку. Лабораторія загоряється, і Евелін ледве добирається до безпечного місця, оскільки вся будівля згорає. 2036: велика група Заражених продовжує пробиратися через периметр Амбрелли. Біллі повертається до намету, де знаходиться Евелін, а Джейд витягують двоє операторів до Заражених і дає відсіч. Біллі активує дрони Амбрелли, які починають знищувати Заражених, коли Джейд тікає. Все ще вкриті стримуючим ферментом, Заражені ігнорують її, коли вона прямує до корабля, а Арджун кидає їй мотузку, щоб вона піднялася на борт. Щоб захистити себе, якщо Амбрелла вдасться, Сакім наказує звільнити великого крокодила-мутанта як надзвичайний захист. Безпілотникам Біллі вдається знищити Зеро, за рахунок усіх залишилися операторів USS, які гинуть у перехресному вогні. Незабаром крокодил виходить на сушу. Повернувшись на корабель, Джейд розуміє, що Беа зникла безвісти і припливла до берега на викраденому човні. Біллі вдається втекти на вертольоті, використовуючи його ракети, щоб убити крокодила. Джейд стикається з Біллі та екіпажем вертольота, які хочуть забрати Беа назад як зразок. Джейд не може застрелити свою сестру і пропонує здатися в обмін на свободу Біллі. Натомість Біллі стріляє в Джейд, вважаючи її недоречною, якщо в неї є Беа. Джейд повертається прямо в той момент, коли надлітає гелікоптер. |                             |                 |                            |                         |

## Виробництво

### Розробка
У січні 2019 року було оголошено, що Netflix розробляє серіал за мотивами франшизи Resident Evil. Жодних серйозних оновлень не надходило до серпня 2020 року, коли було виявлено, що серіал було розроблено для 8 одногодинних епізодів. Було також зазначено, що сценаристом серіалу буде Ендрю Дабб, а також виконавчим продюсером та шоуранером. Бронвен Хьюз також був виконавчим продюсером і режисером перших двох епізодів.
Спершу планувалося, що зйомки триватимуть з червня по жовтень 2020 року й займатимуться ними Moonlighting Films, які раніше працювали над Оселя зла: Фінальна битва. Однак через пандемію COVID-19 ці плани були відкладені на кінець року. У 2020 році серіал переоснастили: Джефрі Говарда призначили співвиконавчим продюсером замість Дабба, який був зайнятий наглядом за Гренделем. Виробництво було відновлено 19 лютого 2021 року, основні зйомки було розділено на чотири виробничі блоки та завершилося 9 липня

## Прем'єра
Серіал вийшов 14 липня 2022 року на Netflix.

## Критика
Вебсайт-агрегатор оглядів Rotten Tomatoes повідомив про рейтинг схвалення 53 % із середнім рейтингом 5,9/10 на основі 34 відгуків критиків. Консенсус критиків вебсайту гласить: «Хоча Resident Evil ближче, ніж попередні адаптації, до вшанування лабіринтів улюблених відеоігор, цей серіал про зомбі може використовувати більше мізків». На Metacritic перший сезон отримав 53 бали зі 100 на основі 16 критиків.